# Crambus sapidus
Crambus sapidus là một loài bướm đêm trong họ Crambidae.